# Emil Lugo
Pour les articles homonymes, voir Lugo.
Emil Lugo (Stockach, 24 juin 1840 — Munich, 4 juin 1902) est un peintre, dessinateur et graveur badois.

## Biographie
Fils du juriste Karl Alphons Lugo, il étudia à partir de 1856 à la toute nouvelle Académie des beaux-arts de Karlsruhe avec son premier directeur, le peintre paysagiste Johann Wilhelm Schirmer (1807–1863). Il y fit la connaissance du peintre Hans Thoma, élève à partir d'octobre 1859, avec lequel il resta ami toute sa vie durant.
Schirmer mourut en septembre 1863, remplacé par Hans Fredrik Gude, un de ses anciens élèves à l'Académie des beaux-arts de Düsseldorf, dont l'enseignement pourrait être une des raisons du départ de Lugo. C'est ce qui ressort d'une lettre du 10 novembre 1869 du peintre Julius Uetz (1829–1885) au Grand-Duc Frédéric Ier de Bade, dans laquelle il accuse Gude « d'opprimer chaque esprit indépendant qui n'a pas sa conception du talent » et d'avoir ainsi notamment éloigné Lugo de l'institution. (Lugo et Uetz étaient en correspondance.)
En 1869, Lugo se rendit à Dresde, puis à Weimar, où il rencontra le peintre Friedrich Preller l'Ancien, qui eut sur lui beaucoup d'influence. De 1871 à 1873 il séjourna à Rome, où il retourna en 1876 avec son ami Hans Thoma, convaincu par ses carnets de voyage, et Mademoiselle Kappler, une collègue suisse.
À partir de 1875, il s'installa définitivement à Fribourg-en-Brisgau, dont il peignit les paysages des alentours et de la Forêt-Noire. Il rencontra à cette époque l'écrivain Wilhelm Jensen, venu d'Allemagne du nord et lié à Wilhelm Raabe. Wilhelm Jensen voulait créer une description complète de la Forêt-Noire et put engager Lugo comme illustrateur. Le livre de Jensen, Der Schwarzwald (1890), comporte 50 illustrations de Lugo, parmi d'autres de Wilhelm Hasemann ainsi que de Max et Victor Roman.
Lorsque la famille Jensen déménagea à Munich en 1888, elle fut accompagnée d'Emil Lugo et de son frère Karl. Les Jensen occupèrent à partir de 1895 une résidence d'été à Prien am Chiemsee, permettant à Lugo de découvrir la région du Lac de Chiem. Avec Jensen, il fit de nouveaux voyages en Italie de 1892 à 1894 et en 1901.
Il mourut en 1902. Il est enterré sur l'île de Frauenchiemsee. La majeure partie des dessins qu'il a laissés se trouvent dans la collection d'art graphique de la Staatliche Kunsthalle Karlsruhe, qui a organisé une grande exposition de ses œuvres au printemps 2003.

## Œuvres
- L'album composé en 1856 à l'occasion du mariage du Grand-Duc Frédéric Ier de Bade avec la princesse Louise de Prusse par 60 artistes de Bade et 35 artistes invités comporte une de ses œuvres[1].
- Villa Jensen : décoration de la salle à manger avec un paysage napolitain idéal[5].
- Peintures de paysages, dessins et gravures de la Forêt-Noire, des montagnes de Bavière, du Lac de Chiem et de paysages fantastiques.